# العلاقات البنمية التشيلية
العلاقات البنمية التشيلية هي العلاقات الثنائية التي تجمع بين بنما وتشيلي.

## مقارنة بين البلدين
هذه مقارنة عامة ومرجعية للدولتين:
| وجه المقارنة                                              | بنما                      | تشيلي                         |
| --------------------------------------------------------- | ------------------------- | ----------------------------- |
| المساحة (كم2)                                             | 74.18 ألف                 | 756.10 ألف                    |
| عدد السكان (نسمة)                                         | 4.10 مليون                | 17.37 مليون                   |
| الكثافة السكانية (ن./كم²)                                 | 55.27                     | 22.97                         |
| العاصمة                                                   | بنما                      | سانتياغو                      |
| اللغة الرسمية                                             | اللغة الإسبانية           | اللغة الإسبانية               |
| العملة                                                    | بالبوا بنمي، دولار أمريكي | بيزو تشيلي، وحدة حساب تشيلية ‏ |
| الناتج المحلي الإجمالي (بليون دولار)                      | 61.84 مليار               | 277.08 مليار                  |
| الناتج المحلي الإجمالي (تعادل القوة الشرائية) بليون دولار | 87.37 مليار               | 419.39 مليار                  |
| الناتج المحلي الإجمالي الاسمي للفرد دولار أمريكي          | 13.27 ألف                 | 13.42 ألف                     |
| الناتج المحلي الإجمالي للفرد دولار أمريكي                 | 20.89 ألف                 | 22.07 ألف                     |
| مؤشر التنمية البشرية                                      | 0.780                     | 0.832                         |
| رمز المكالمات الدولي                                      | +507                      | +56                           |
| رمز الإنترنت                                              | .pa                       | .cl                           |
| المنطقة الزمنية                                           | 00                        | 00، 00، 00، 00                |

## مدن متوأمة
في ما يلي قائمة باتفاقيات التوأمة بين مدن بنمية وتشيلية:
- ترتبط سانتياغو دي فيراغواس مع سانتياغو باتفاقية توأمة.

## منظمات دولية مشتركة
يشترك البلدان في عضوية مجموعة من المنظمات الدولية، منها:
| علم المنظمة | اسم المنظمة                                                          | تاريخ انضمام بنما | تاريخ انضمام تشيلي |
| ----------- | -------------------------------------------------------------------- | ----------------- | ------------------ |
|             | يونسكو                                                               | 10 يناير 1950     | 7 يوليو 1953       |
|             | الفريق المعني برصد الأرض                                             | ?                 | ?                  |
|             | مؤسسة التمويل الدولية                                                | 20 يوليو 1956     | 15 أبريل 1957      |
|             | المركز الدولي لتسوية المنازعات الاستشارية                            | 8 مايو 1996       | 24 أكتوبر 1991     |
|             | منظمة حظر الأسلحة الكيميائية                                         | ?                 | ?                  |
|             | مؤسسة التنمية الدولية                                                | 1 سبتمبر 1961     | 30 ديسمبر 1960     |
|             | منظمة التجارة العالمية                                               | ?                 | ?                  |
|             | وكالة حظر الأسلحة النووية في أمريكا اللاتينية ومنطقة البحر الكاريبي ‏ | ?                 | ?                  |
|             | وكالة ضمان الاستثمار متعدد الأطراف                                   | 21 فبراير 1997    | 12 أبريل 1988      |
|             | الاتحاد البريدي العالمي                                              | ?                 | ?                  |
|             | منظمة الشرطة الجنائية الدولية                                        | ?                 | ?                  |
|             | الأمم المتحدة                                                        | 13 نوفمبر 1945    | 24 أكتوبر 1945     |
|             | الاتحاد الدولي للاتصالات                                             | 14 يوليو 1914     | 1908               |
|             | البنك الدولي للإنشاء والتعمير                                        | 14 مارس 1946      | 31 ديسمبر 1945     |

## أعلام
هذه قائمة لبعض الشخصيات التي تربطها علاقات بالبلدين:
- جايمي بارادا (سياسي تشيلي، 2 نوفمبر 1977 – )
- زيومارا موريسون (لاعبة كرة سلة تشيلية، 15 فبراير 1989 – )

## وصلات خارجية
- موقع وزارة الخارجية البنمية
- موقع وزارة الخارجية التشيلية